# 小行星7328
小行星7328（7328 Casanova）是一颗绕太阳运转的小行星，为主小行星带小行星。该小行星于1984年9月20日发现。

## 轨道参数
小行星7328的轨道半长轴为2.5657765 UA，离心率为0.188。